# Sachenrecht (Schweiz)
Das Sachenrecht ist in der Schweiz ein Teil des Zivilrechts und regelt die Rechtsbeziehungen von Personen zu Sachen. Es ist im vierten Teil (Art. 641–977) des Zivilgesetzbuches (ZBG) geregelt.
Sachenrechte sind absolute Rechte, das heisst, sie können – anders als relative Rechte, welche nur zwischen bestimmten Rechtssubjekten Wirkung entfalten – gegenüber jedermann geltend gemacht werden.

## Rechtsquellen
In der Bundesverfassung der Schweiz ist die Eigentumsgarantie in Art. 26 gewährleistet. Diese schützt insbesondere vor Enteignungen. Die umfangreichste Rechtsquelle des schweizerischen Sachenrechts ist das ZGB. Daneben gibt es noch eine Reihe weiterer Erlasse, die sachenrechtliche Aspekte regeln. Diese sind das Bundesgesetz über den Erwerb von Grundstücken durch Personen im Ausland (BewG), das Bundesgesetz über das bäuerliche Bodenrecht (BGBB) und weitere.

## Grundsätze
Das schweizerische Sachenrecht basiert auf fünf Grundsätzen: Der Publizität, der Spezialität, dem numerus clausus der dinglichen Rechte (sog. Typenzwang), dem Akzessionsprinzip und der Kausalität.

### Publizitätsprinzip
Da dingliche Rechte gegen jedermann geltend gemacht werden können, müssen sie auch für jeden erkennbar sein. Die Publizität wird mit verschiedenen Rechtsinstituten sichergestellt. So ist bei beweglichen Sachen der Besitz Publizitätsträger, da an ihn die Vermutung des Eigentums geknüpft wird. Bei Grundstücken kommt dem Grundbuch die entsprechende Funktion zu. Die Veränderung der dinglichen Rechtslage an einer beweglichen Sache erfordert deswegen eine Übertragung des Besitzes, hingegen an einem Grundstück eine Eintragung im Grundbuch.

### Spezialitätsprinzip
Gemäss dem Spezialitätsprinzip – auch Bestimmtheitsgrundsatz genannt – können dingliche Rechte nur an einer ganz bestimmten Sache bestehen. Das Sachenrecht kennt anders als das Schuldrecht keine Rechte an Gattungssachen. Damit kann nur über individualisierte Gegenstände verfügt werden. Dabei handelt es sich freilich um einen Grundsatz nicht nur des Sachenrechts, sondern aller Verfügungsgeschäfte. Für die Übertragung eines dinglichen Rechts bedeutet das, dass genau bestimmt oder zumindest eindeutig bestimmbar sein muss, auf welches dingliche Recht sich eine Übertragung bezieht.

### Typenzwang
Das Gesetz führt eine abschliessende Aufzählung der möglichen Sachenrechte. Die Rechtsubjekte sind jedoch nicht nur an die Typisierung der Sachenrechte, sondern auch an die inhaltliche Ausgestaltung durch den Gesetzgeber gebunden.
Einhergehend mit dem Publizitätsgrundsatz sorgt der Typenzwang für Klarheit bei Dritten. Diese Rechtssicherheit ist notwendig, da die dinglichen Rechte absolut wirken.
Dies sind:
- Eigentum
- beschränkte dingliche Rechte
  - Dienstbarkeit
    - Grunddienstbarkeit
    - Personaldienstbarkeit (Nutzniessung, Wohnrecht)

  - Pfandrecht
    - Fahrnispfand
      - Faustpfand
      - Retentionsrecht

    - Pfandrecht an Forderungen und anderen Rechten
    - Grundpfand
      - Grundpfandverschreibung
      - Schuldbrief
      - Gült

Der Besitz ist selber kein Recht, sondern bezeichnet lediglich die tatsächliche Herrschaft über eine Sache, mithin ein äusserlich wahrnehmbarer Sachverhalt.

### Akzessionsprinzip
Gemäss dem Akzessionsprinzip erstreckt sich das Eigentum an Grund und Boden auch auf alle damit verbundenen Gegenstände (z. B. Gebäude, Pflanzen und Quellen), entsprechend dem lateinischen Ausspruch superficies solo cedit (Der Überbau folgt dem Boden). Für das schweizerische Recht ist das Akzessionsprinzip ausdrücklich in Art. 667 Abs. 2 ZGB verankert. Das Recht erstreckt sich insbesondere auch auf Elektro-, Gas-, IT- und Wasser-Leitungen auf dem Grundstück.

### Kausalitätsprinzip
Anders als etwa in Deutschland sind in der Schweiz sachenrechtliche Verfügungsgeschäfte von einem Rechtsgrund (der causa) abhängig (also kausal). Das Kausalitätsprinzip ist nur für Grundstücke gesetzlich festgelegt, für bewegliche Sachen gilt der Grundsatz aber aufgrund langjähriger Rechtsprechung und praktisch einhelliger Doktrin ebenfalls.

## Eigentumsrecht (Art. 641–729 ZGB)
Der Begriff Eigentum wird im ZGB nicht definiert. Einem Eigentümer einer Sache ist alles mit der Sache erlaubt zu tun, was nicht öffentlich-rechtlich oder privatrechtlich verboten ist. Grundsätzlich kann ein Eigentümer eine Sache auch zerstören, wenn dem keine Rechtsnorm im Wege steht. Gemäss Art. 641 Abs. 2 ZGB kann der Eigentümer eine Sache von jemandem, der sie ihm vorenthält, herausverlangen. Gestützt auf denselben Gesetzesartikel kann er die Unterlassung jeder unbefugten Einwirkung verlangen. Der darauf gestützte Anspruch ist unverjährbar. Geht eine unbefugte Einwirkung auf das Eigentum von einem Nachbargrundstück aus, muss eine Klage stattdessen auf Art. 679 ZGB gestützt werden.

## Besitzrecht (Art. 919–941 ZGB)
Unter Besitz versteht man im Schweizer Recht die tatsächliche Gewalt über eine Sache (Art. 919 Abs. 1 ZGB). Eine vorübergehende Unterbrechung dieser Gewalt über die Sache führt nicht zum Besitzverlust. Bei beweglichen Sachen ist der Besitzer derjenige, der eine Sache auf sich trägt oder in seinem Gewahrsam hat. Bei unbeweglichen Sachen ist Besitzer, wer die Sache bewohnt, bewirtschaftet oder verwaltet. Ein Ladenangestellter wird jedoch nicht Besitzer der Gegenstände, die in seiner Obhut sind, ein Gast nicht Besitzer des Stuhls, auf dem er sitzt. Diese zwei Beispiele wären Fälle von Besitzdienern. Besitzdiener ist, wer die Anweisungen des Besitzers oder des Eigentümers zu befolgen hat in Bezug auf eine Sache. Von den Besitzdienern zu differenzieren sind unselbständige Besitzer. Unselbstständige Besitzer haben zwar Besitz an einer Sache, aber kein Eigentum daran. Der selbstständige Besitzer ist zugleich Besitzer und Eigentümer (Art. 920 Abs. 2 ZGB). Es ist möglich, dass gleichzeitig mehrere Leute Besitz an einer Sache haben. Die Besitzer einer Sache können auch in einer Rangordnung stehen. Sowohl natürliche als auch juristische Personen können Besitzer sein.
Art. 926 Abs. 1 ZGB erlaubt folgendes: "Jeder Besitzer darf sich verbotener Eigenmacht mit Gewalt erwehren." Wenn jemand versucht, die Tasche eines Taschenbesitzers zu stehlen, darf der Taschenbesitzer gewaltsam die Tasche verteidigen und zurückholen. Der Taschenbesitzer macht sich damit weder schadenersatzpflichtig für dabei entstehende Schäden aufseiten des Diebes noch macht sich der Taschenbesitzer strafbar. Gemäss Art. 926 Abs. 3 ZGB muss die eingesetzte Gewalt aber verhältnismässig sein.
Im Falle der Besitzesstörung kann der Besitzer auf Beseitigung oder Unterlassung der Störung klagen (Art. 928 ZGB). Bei Besitzesentziehung kann auf Wiedereinräumung des Besitzes geklagt werden (Art. 927 ZGB).